# Kardborrefjädermott
Kardborrefjädermott, Porrittia galactodactyla, är en fjärilsart som först beskrevs av Michael Denis och Ignaz Schiffermüller 1775. Kardborrefjädermott ingår i släktet Porrittia, och familjen fjädermott. Arten är reproducerande i både Sverige och Finland och enligt respektive rödlista är arten livskraftig, LC i båda länderna. Inga underarter finns listade i Catalogue of Life.